# Singapore Volunteer Corps

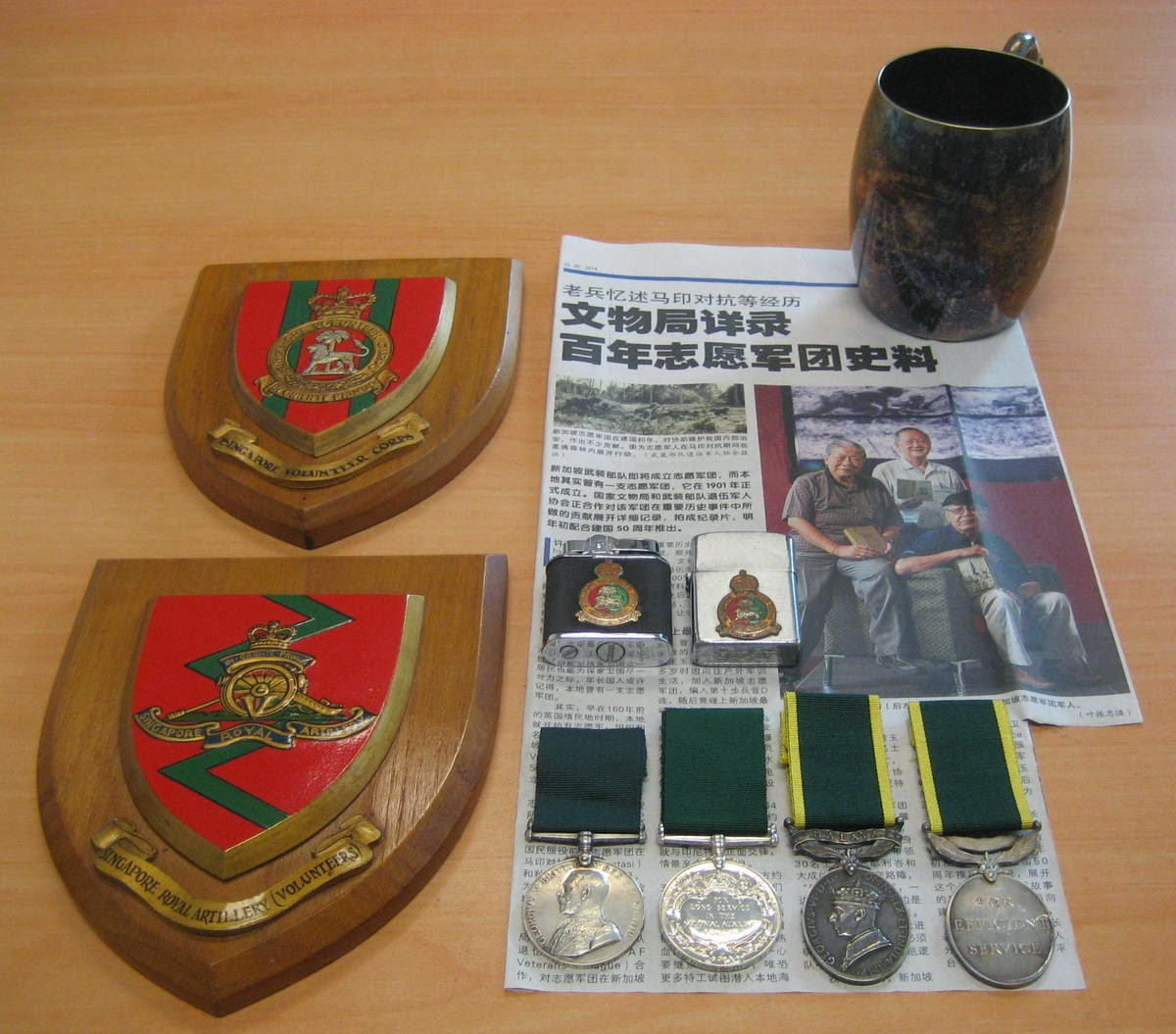
Abzeichen des Singapore Volunteer Corps (2023)

Das Singapore Volunteer Corps (Freiwilligenkorps Singapur), auch Singapore Special Constabulary (Spezialgendarmerie Singapur) genannt, war eine 1854 als Singapore Volunteer Rifle Corps (Freiwilliges Schützenkorps Singapur) aufgestellte Kolonialmiliz. Im Laufe seiner Geschichte wurde das Korps in seiner Struktur diversen Reorganisationen unterworfen. Mit der Unabhängigkeit Singapurs wurde es zur nationalen People's Defence Force aus der die Singapore Armed Forces hervorgingen.

## Geschichte
Die Idee eines Freiwilligenverbands zur Unterstützung der lokalen Gendarmerie existierte in den britischen Straits Settlements und damit Singapur seit dem Jahr 1846. Die Aufstellung des Singapore Volunteer Rifle Corps erfolgte dann als Reaktion auf aufstandsähnliche Unruhen, ausgelöst durch chinesische Geheimgesellschaften, im Mai 1854. Die Ausbreitung über die gesamte Insel sowie das hohe Gewaltpotential der Gesellschaften, das zu vielen Toten führte, ließen die Gendarmerie beim Kolonialmilitär um Unterstützung bitten. Dieses setzte Seeleute, Sepoys, aus Europäern gebildete Sonderpolizeien und sogar bewaffnete Straftäter ein. Bei Ende der Unruhem am 17. Mai stand die Bilanz von etwa 300 niedergebrannten Häusern und über 400 Toten.
Aus Furcht vor weiteren Ausschreitungen und da nach Ausbruch des Krimkriegs Truppen abgezogen werden sollten, entschloss die Kolonialverwaltung eine Miliz aus Europäern und mit britischen Offizieren aufzustellen um für innere Stabilität zu sorgen. Die Miliz wurde ursprünglich aus privaten Mitteln finanziert, wodurch ihre Mitglieder auch selbst für ihre Waffen sorgen mussten. Finanzielle Unterstützung folge allerdings auch schnell durch den Gouverneur Singapurs, William John Butterworth. Mit dem formellen Aufstellungsdatum vom 8. Juli 1854 stellte das Singapore Volunteer Rifle Corps eine der ersten Kolonialmilizen im Britischen Weltreich dar. Der 1857 durch die britische Kolonialregierung Indiens verabschiedete Volunteer Ordinance (Freiwilligenerlass) stellte das Corps unter indische Kontrolle.
Im Dezember 1887 wurden die Volunteer Rifles aufgelöst, da ein Mangel an Freiwilligen dazu geführt hatte, dass es nur noch eine Stärke von knapp einer halben Kompanie aufwies. Die zwei Monate später, im Februar 1888 aufgestellte Singapore Volunteer Artillery (Freiwilligenartillerie Singapur) stand in der Tradition des Volunteer Corps und war mit deren Ankunft 1889 die erste Kolonialeinheit im Britischen Weltreich, die mit dem Maxim-Maschinengewehr ausgerüstet wurde. Diese finanzierten sich aus Privatspenden, die bedeutendste hiervon getätigt durch den Sultan von Johor.
Bis zum Jahr 1901 wuchs die Volunteer Artillery stark an und bestand auch aus vielen nichtartilleristischen Teilen, was eine Umbenennung in Singapore Volunteer Corps nötig machte. Es bestand auf Artillerie, Infanterie, Pionieren und Schützenabteilungen. Während des Ersten Weltkriegs beteiligte es sich 1915 an der Niederschlagung eines Sepoy-Aufstands in Singapur, wobei 11 Milizionäre umkamen. Im Jahr 1922 wurde das Corps der Straits Settlements Volunteer Force unterstellt und bildete dort das 1. und 2. Bataillon.
In der Frühphase des Pazifikkriegs beteiligte das Corps sich an der erfolglosen Verteidigung Singapurs und wurde mit der Kapitulation der Commonwealth-Truppen aufgelöst. Nach Kriegsende erfolgte 1949 eine Neuaufstellung, bevor 1954 die endgültige Auflösung der Straits Settlements Volunteer Force erfolgte. Das Singapore Volunteer Corps bildete in den anschließenden Jahren das Kernstück der neu entstehenden, nationalen Streitkräfte des Staates Singapur. Es beteiligte sich formell als Teil Malayas an der Niederschlagung kommunistischer Aufstände und schützte während der Konfrontasi wichtige Infrastruktur und Industrieanlagen im Süden Johors vor Sabotageakten.

## People's Defence Force
Nach der Trennung Singapurs von Malaysia und damit der Unabhängigkeit des Landes 1965 erfolgte noch im selben Jahr die Verabschiedung des People's Defence Force Act welcher das Singapore Volunteer Corps in People's Defence Force umbenannte. Die Defence Force wurde ein regulärer Teil der Singapore Armed Forces und bildete innerhalb diesen die Bataillone, in denen Wehrpflichtige ausgebildet werden. Viele ihrer ehemaligen Offiziere wurden Teil des regulären Heeres. Viele ehemalige Milizionäre spielten eine wichtige Rolle als aktive Reservisten bei der Ausbildung von freiwillig Wehrdienst leistenden, was ab 1967 möglich war. Die Einführung des verpflichtenden Wehrdienstes ließ die Bedeutung des ehemaligen Volunteer Corps allerdings zunehmend schwinden. Das letzte aus dieser hervorgegangene Bataillon wurde im März 1984 aufgelöst.